# 32 Змееносца
32 Змееносца (лат. 32 Ophiuchi, HD 154143) — одиночная звезда в созвездии Геркулеса на расстоянии приблизительно 413 световых лет (около 126 парсек) от Солнца. Видимая звёздная величина звезды — +5m.

## Характеристики
32 Змееносца — красный гигант спектрального класса M1, или M3III, или M3, или Ma. Масса — около 1,081 солнечной, радиус — около 78,478 солнечного, светимость — около 614,395 солнечной. Эффективная температура — около 3500 K.

## Планетная система
В 2019 году учёными, анализирующими данные проектов HIPPARCOS и Gaia, у звезды обнаружена планета.